# USS Clarence K. Bronson (DD-668)
El USS Clarence K. Bronson (DD-668) fue un destructor clase Fletcher de la Armada de los Estados Unidos. Fue transferido a Turquía y renombrado como TCG Istanbul (D-340).

## Construcción y características
Con destino en la Armada de los Estados Unidos, fue construido por el Federal Shipbuilding & Drydock Co. en Kearny, Nueva Jersey. Se puso su quilla el 9 de diciembre de 1942 y fue botado el 18 de abril de 1943.
Con un desplazamiento estándar de 2050 t y de 3000 t con carga plena, tenía una eslora de 114,8 m, una manga de 12,1 m y un calado de 5,5 m. Su sistema de propulsión consistía en turbinas y dos hélices, con los que desarrollaba hasta de 34 nudos de velocidad.
Su armamento se constituía por cuatro cañones de calibre 127 mm, seis cañones de 76 mm y  cinco tubos lanzatorpedos de 533 mm.

## Servicio
Fue entregado a Turquía en 1967. El buque, bajo el nombre de TCG Istanbul (D-340), prestó servicios hasta su retiro final en 1987.